# UCI WorldTour de 2020
O UCI WorldTour 2020 foi a décima edição do máximo calendário ciclista a nível mundial baixo a organização da UCI.
O calendário estava previsto que tivesse 36 corridas, duas menos que a edição anterior depois da não celebração do Volta a Califórnia e o descida de categoria do Volta à Turquia. Começou a 21 de janeiro com a disputa do Tour Down Under em Austrália e finalizou a 8 de novembro com a Volta a Espanha na Espanha.
O calendário foi atípico em muitas de suas corridas devido à pandemia de coronavirus no mundo que afectou significativamente ao desporto mundial, obrigando à suspensão, adiamento e cancelamento de algumas delas desde o mês de março. No entanto, o calendário de ciclismo profissional retomou-se gradualmente em julho com as competições seguindo todos os protocolos de saúde associados com os eventos desportivos. Finalmente acabaram-se celebrando 21 provas.

## Equipas
Para 2020 as equipas UCI WorldTeam foram 19, uma equipa mais que a edição anterior. Para esta temporada na máxima categoria mudaram de nome por rendimento de novos patrocinadores as equipas NTT Pro Cycling e o Team Bahrain McLaren. Assim mesmo, a equipa Team Katusha-Alpecin desapareceu como equipa, e em sua substituição ascenderam à máxima categoria as equipas Cofidis e Israel Start-Up Nation. Durante a temporada, o Team INEOS mudou sua denominação a Ineos Grenadiers.
| Nome                       | País                   | Código UCI |
| -------------------------- | ---------------------- | ---------- |
| AG2R La Mondiale           | França                 | ALM        |
| Astana Pro Team            | Cazaquistão            | AST        |
| Bora-Hansgrohe             | Alemanha               | BOH        |
| CCC Team                   | Polónia                | CCC        |
| Cofidis, Solutions Crédits | França                 | COF        |
| Deceuninck-Quick Step      | Bélgica                | DQT        |
| EF Pro Cycling             | Estados Unidos         | EF1        |
| Groupama-FDJ               | França                 | GFC        |
| Ineos Grenadiers           | Reino Unido            | IGD        |
| Israel Start-Up Nation     | Israel                 | ISN        |
| Lotto Soudal               | Bélgica                | LTS        |
| Movistar Team              | Espanha                | MOV        |
| Mitchelton-Scott           | Austrália              | MTS        |
| NTT Pro Cycling            | África do Sul          | NTT        |
| Team Bahrain McLaren       | Bahrein                | TBM        |
| Team Jumbo-Visma           | Países Baixos          | TJV        |
| Team Sunweb                | Alemanha               | DOM        |
| Trek-Segafredo             | Estados Unidos         | TFS        |
| UAE Team Emirates          | Emirados Árabes Unidos | UAD        |

## Corridas
| UCI World Tour 2020 | UCI World Tour 2020    | UCI World Tour 2020               | UCI World Tour 2020    | UCI World Tour 2020 |
| Data                | País                   | Corrida                           | Vencedor               |                     |
| ------------------- | ---------------------- | --------------------------------- | ---------------------- | ------------------- |
| 21 – 26 jan.        | Austrália              | Tour Down Under                   | Richie Porte           |                     |
| 2 fev.              | Austrália              | Cadel Evans Great Ocean Road Race | Dries Devenyns         |                     |
| 23 – 27 fev.        | Emirados Árabes Unidos | UAE Tour                          | Adam Yates             |                     |
| 29 fev.             | Bélgica                | Omloop Het Nieuwsblad             | Jasper Stuyven         |                     |
| 8 – 14 mar.         | França                 | Paris-Nice                        | Maximilian Schachmann  |                     |
| 23 – 29 mar.        | Espanha                | Volta à Catalunha                 | cancelado              |                     |
| 27 mar.             | Bélgica                | E3 Saxo Bank Classic              | cancelado              |                     |
| 6 – 11 abr.         | Espanha                | Volta ao País Basco               | cancelado              |                     |
| 28 abr. – 3 mai.    | Suíça                  | Volta à Romandia                  | cancelado              |                     |
| 1 mai.              | Alemanha               | Grande Prémio de Frankfurt        | cancelado              |                     |
| 7 – 14 jun.         | Suíça                  | Volta à Suíça                     | cancelado              |                     |
| 25 jul.             | Espanha                | Clássica de San Sebastián         | cancelado              |                     |
| 1 ago.              | Itália                 | Strade Bianche                    | Wout van Aert          |                     |
| 5 – 9 ago.          | Polónia                | Volta à Polónia                   | Remco Evenepoel        |                     |
| 8 ago.              | Itália                 | Milão-Sanremo                     | Wout van Aert          |                     |
| 12 – 16 ago.        | França                 | Critérium du Dauphiné             | Daniel Felipe Martínez |                     |
| 15 ago.             | Itália                 | Giro di Lombardia                 | Jakob Fuglsang         |                     |
| 16 ago.             | Reino Unido            | RideLondon-Surrey Classic         | cancelado              |                     |
| 25 ago.             | França                 | Bretagne Classic                  | Michael Matthews       |                     |
| 29 ago. – 20 set.   | França                 | Tour de France                    | Tadej Pogačar          |                     |
| 7 – 14 set.         | Itália                 | Tirreno-Adriático                 | Simon Yates            |                     |
| 11 set.             | Canadá                 | Grande Prêmio de Quebec           | cancelado              |                     |
| 13 set.             | Canadá                 | Grande Prêmio de Montreal         | cancelado              |                     |
| 29 set. – 3 out.    | Bélgica                | Benelux Tour                      | Mathieu van der Poel   |                     |
| 30 set.             | Bélgica                | Flecha Valona                     | Marc Hirschi           |                     |
| 3 – 25 out.         | Itália                 | Giro d'Italia                     | Tao Geoghegan Hart     |                     |
| 3 out.              | Alemanha               | Clássica de Hamburgo              | cancelado              |                     |
| 4 out.              | Bélgica                | Liège-Bastogne-Liège              | Primož Roglič          |                     |
| 10 out.             | Países Baixos          | Amstel Gold Race                  | cancelado              |                     |
| 11 out.             | Bélgica                | Gante-Wevelgem                    | Mads Pedersen          |                     |
| 14 out.             | Bélgica                | Através de Flandres               | cancelado              |                     |
| 18 out.             | Bélgica                | Volta à Flandres                  | Mathieu van der Poel   |                     |
| 20 out. – 8 nov.    | Espanha                | Volta a Espanha                   | Primož Roglič          |                     |
| 21 out.             | Bélgica                | Três dias de Bruges–De Panne      | Yves Lampaert          |                     |
| 25 out.             | França                 | Paris-Roubaix                     | cancelado              |                     |
| 5 – 10 nov.         | China                  | Tour de Guangxi                   | cancelado              |                     |

## Classificações Ranking Mundial (UCI World Ranking)
Esta é a classificação oficial do Ranking Mundial (UCI World Ranking) 2020:
Nota: ver Barómetros de pontuação

### Classificação individual
| Posição | Corredor             | Equipa                | Pontos  |
| ------- | -------------------- | --------------------- | ------- |
| 1.º     | Primož Roglič        | Jumbo-Visma           | 4237    |
| 2.º     | Tadej Pogačar        | UAE Emirates          | 3055    |
| 3.º     | Wout van Aert        | Jumbo-Visma           | 2700    |
| 4.º     | Mathieu van der Poel | Alpecin-Fenix         | 2040    |
| 5.º     | Jakob Fuglsang       | Astana                | 1961    |
| 6.º     | Julian Alaphilippe   | Deceuninck-Quick Step | 1795,83 |
| 7.º     | Richie Porte         | Trek-Segafredo        | 1733    |
| 8.º     | Diego Ulissi         | UAE Emirates          | 1671    |
| 9.º     | Arnaud Démare        | Groupama-FDJ          | 1550    |
| 10.º    | Marc Hirschi         | Sunweb                | 1430    |

| Posições 11.º ao 20.º | Posições 11.º ao 20.º | Posições 11.º ao 20.º      | Posições 11.º ao 20.º |
| --------------------- | --------------------- | -------------------------- | --------------------- |
| 11.º                  | Richard Carapaz       | Ineos Grenadiers           | 1406,5                |
| 12.º                  | Aleksandr Vlasov      | Astana                     | 1399                  |
| 13.º                  | João Almeida          | Deceuninck-Quick Step      | 1370,33               |
| 14.º                  | Maximilian Schachmann | Bora-Hansgrohe             | 1360                  |
| 15.º                  | Wilco Kelderman       | Sunweb                     | 1328                  |
| 16.º                  | Florian Sénéchal      | Deceuninck-Quick Step      | 1325                  |
| 17.º                  | Tao Geoghegan Hart    | Ineos Grenadiers           | 1292                  |
| 18.º                  | Guillaume Martin      | Cofidis, Solutions Crédits | 1262                  |
| 19.º                  | Pascal Ackermann      | Bora-Hansgrohe             | 1248                  |
| 20.º                  | Remco Evenepoel       | Deceuninck-Quick Step      | 1193                  |

### Classificação por equipas
| Posição | Equipa                | Pontos  |
| ------- | --------------------- | ------- |
| 1.º     | Jumbo-Visma           | 9919    |
| 2.º     | Deceuninck-Quick Step | 9776,16 |
| 3.º     | UAE Emirates          | 8503    |
| 4.º     | Ineos Grenadiers      | 7628,33 |
| 5.º     | Sunweb                | 7582,71 |
| 6.º     | Bora-Hansgrohe        | 6378,5  |
| 7.º     | Astana                | 6612    |
| 8.º     | Trek-Segafredo        | 6591    |
| 9.º     | Groupama-FDJ          | 5614    |
| 10.º    | EF                    | 5576,99 |

### Classificação por países
| Posição | País          | Pontos  |
| ------- | ------------- | ------- |
| 1.º     | França        | 9542,83 |
| 2.º     | Eslovênia     | 8824    |
| 3.º     | Bélgica       | 8530    |
| 4.º     | Itália        | 7375    |
| 5.º     | Austrália     | 6468    |
| 6.º     | Países Baixos | 6249    |
| 7.º     | Dinamarca     | 5423    |
| 8.º     | Reino Unido   | 5299,16 |
| 9.º     | Alemanha      | 5242,83 |
| 10.º    | Espanha       | 4992    |

## Progresso das classificações
| Corrida (Vencedor)                                 | Classificação individual | Classificação por equipas |
| -------------------------------------------------- | ------------------------ | ------------------------- |
| Tour Down Under (Richie Porte)                     | Primož Roglič            | Mitchelton-Scott          |
| Cadel Evans Great Ocean Road Race (Dries Devenyns) | Primož Roglič            | INEOS                     |
| UAE Tour (Adam Yates)                              | Primož Roglič            | Deceuninck-Quick Step     |
| Omloop Het Nieuwsblad (Jasper Stuyven)             | Primož Roglič            | Deceuninck-Quick Step     |
| Paris-Nice (Maximilian Schachmann)                 | Primož Roglič            | Deceuninck-Quick Step     |
| Strade Bianche (Wout van Aert)                     | Primož Roglič            | Deceuninck-Quick Step     |
| Milão-Sanremo (Wout van Aert)                      | Primož Roglič            | Deceuninck-Quick Step     |
| Volta à Polónia (Remco Evenepoel)                  | Primož Roglič            | Deceuninck-Quick Step     |
| Giro de Lombardia (Jakob Fuglsang)                 | Primož Roglič            | Bora-Hansgrohe            |
| Critério do Dauphiné (Daniel Felipe Martínez)      | Primož Roglič            | Bora-Hansgrohe            |
| Bretagne Classic (Michael Matthews)                | Primož Roglič            | Deceuninck-Quick Step     |
| Tirreno-Adriático (Simon Yates)                    | Primož Roglič            | Deceuninck-Quick Step     |
| Tour de France (Tadej Pogačar)                     | Primož Roglič            | UAE Emirates              |
| Flecha Valona (Marc Hirschi)                       | Primož Roglič            | UAE Emirates              |
| BinckBank Tour (Mathieu van der Poel)              | Primož Roglič            | UAE Emirates              |
| Liège-Bastogne-Liège (Primož Roglič)               | Primož Roglič            | UAE Emirates              |
| Gante-Wevelgem (Mads Pedersen)                     | Primož Roglič            | Deceuninck-Quick Step     |
| Volta à Flandres (Mathieu van der Poel)            | Primož Roglič            | Deceuninck-Quick Step     |
| Três Dias de Bruges–De Panne (Yves Lampaert)       | Tadej Pogačar            | Deceuninck-Quick Step     |
| Giro d'Italia (Tao Geoghegan Hart)                 | Tadej Pogačar            | Deceuninck-Quick Step     |
| Volta a Espanha (Primož Roglič)                    | Primož Roglič            | Jumbo-Visma               |

## Vitórias no WorldTour

### Vitórias por corredor
- Notas: Em amarelo corredores de equipas de categoria UCI ProTeam, Continental e seleções nacionais.

Inclui vitórias em prólogos.
| Posição | Ciclista               | Equipa                 | Etapa | Clássica | Geral | Total |
| ------- | ---------------------- | ---------------------- | ----- | -------- | ----- | ----- |
| 1.º     | Primož Roglič          | Jumbo-Visma            | 6     | 1        | 1     | 8     |
| 2.º     | Wout van Aert          | Jumbo-Visma            | 3     | 2        | -     | 5     |
| 2.º     | Caleb Ewan             | Lotto Soudal           | 5     | -        | -     | 5     |
| 2.º     | Tadej Pogačar          | UAE Emirates           | 4     | -        | 1     | 5     |
| 2.º     | Filippo Ganna          | Ineos Grenadiers       | 5     | -        | -     | 5     |
| 2.º     | Pascal Ackermann       | Bora-Hansgrohe         | 5     | -        | -     | 5     |
| 7.º     | Søren Kragh Andersen   | Sunweb                 | 4     | -        | -     | 4     |
| 7.º     | Arnaud Démare          | Groupama-FDJ           | 4     | -        | -     | 4     |
| 7.º     | Mathieu van der Poel   | Alpecin-Fenix          | 2     | 1        | 1     | 4     |
| 7.º     | Sam Bennett            | Deceuninck-Quick Step  | 4     | -        | -     | 4     |
| 11.º    | Mads Pedersen          | Trek-Segafredo         | 2     | 1        | -     | 3     |
| 11.º    | Tao Geoghegan Hart     | Ineos Grenadiers       | 2     | -        | 1     | 3     |
| 13.º    | Richie Porte           | Trek-Segafredo         | 1     | -        | 1     | 2     |
| 13.º    | Adam Yates             | Mitchelton-Scott       | 1     | -        | 1     | 2     |
| 13.º    | Giacomo Nizzolo        | NTT                    | 2     | -        | -     | 2     |
| 13.º    | Maximilian Schachmann  | Bora-Hansgrohe         | 1     | -        | 1     | 2     |
| 13.º    | Remco Evenepoel        | Deceuninck-Quick Step  | 1     | -        | 1     | 2     |
| 13.º    | Daniel Felipe Martínez | EF                     | 1     | -        | 1     | 2     |
| 13.º    | Simon Yates            | Mitchelton-Scott       | 1     | -        | 1     | 2     |
| 13.º    | Lennard Kämna          | Bora-Hansgrohe         | 2     | -        | -     | 2     |
| 13.º    | Marc Hirschi           | Sunweb                 | 1     | 1        | -     | 2     |
| 13.º    | Diego Ulissi           | UAE Emirates           | 2     | -        | -     | 2     |
| 13.º    | Michael Woods          | EF                     | 2     | -        | -     | 2     |
| 13.º    | Tim Wellens            | Lotto Soudal           | 2     | -        | -     | 2     |
| 13.º    | Jasper Philipsen       | UAE Emirates           | 2     | -        | -     | 2     |
| 13.º    | David Gaudu            | Groupama-FDJ           | 2     | -        | -     | 2     |
| 27.º    | Matthew Holmes         | Lotto Soudal           | 1     | -        | -     | 1     |
| 27.º    | Dries Devenyns         | Deceuninck-Quick Step  | -     | 1        | -     | 1     |
| 27.º    | Dylan Groenewegen      | Jumbo-Visma            | 1     | -        | -     | 1     |
| 27.º    | Jasper Stuyven         | Trek-Segafredo         | -     | 1        | -     | 1     |
| 27.º    | Iván García Cortina    | Bahrain McLaren        | 1     | -        | -     | 1     |
| 27.º    | Niccolò Bonifazio      | Total Direct Énergie   | 1     | -        | -     | 1     |
| 27.º    | Tiesj Benoot           | Sunweb                 | 1     | -        | -     | 1     |
| 27.º    | Nairo Quintana         | Arkéa Samsic           | 1     | -        | -     | 1     |
| 27.º    | Fabio Jakobsen         | Deceuninck-Quick Step  | 1     | -        | -     | 1     |
| 27.º    | Richard Carapaz        | Ineos Grenadiers       | 1     | -        | -     | 1     |
| 27.º    | Davide Ballerini       | Deceuninck-Quick Step  | 1     | -        | -     | 1     |
| 27.º    | Davide Formolo         | UAE Emirates           | 1     | -        | -     | 1     |
| 27.º    | Jakob Fuglsang         | Astana                 | -     | 1        | -     | 1     |
| 27.º    | Sepp Kuss              | Jumbo-Visma            | 1     | -        | -     | 1     |
| 27.º    | Michael Matthews       | Sunweb                 | -     | 1        | -     | 1     |
| 27.º    | Alexander Kristoff     | UAE Emirates           | 1     | -        | -     | 1     |
| 27.º    | Julian Alaphilippe     | Deceuninck-Quick Step  | 1     | -        | -     | 1     |
| 27.º    | Alexey Lutsenko        | Astana                 | 1     | -        | -     | 1     |
| 27.º    | Nans Peters            | AG2R La Mondiale       | 1     | -        | -     | 1     |
| 27.º    | Lucas Hamilton         | Mitchelton-Scott       | 1     | -        | -     | 1     |
| 27.º    | Tim Merlier            | Alpecin-Fenix          | 1     | -        | -     | 1     |
| 27.º    | Miguel Ángel López     | Astana                 | 1     | -        | -     | 1     |
| 27.º    | Michał Kwiatkowski     | Ineos Grenadiers       | 1     | -        | -     | 1     |
| 27.º    | Jonathan Caicedo       | EF                     | 1     | -        | -     | 1     |
| 27.º    | Alex Dowsett           | Israel Start-Up Nation | 1     | -        | -     | 1     |
| 27.º    | Ruben Guerreiro        | EF                     | 1     | -        | -     | 1     |
| 27.º    | Peter Sagan            | Bora-Hansgrohe         | 1     | -        | -     | 1     |
| 27.º    | Jhonatan Narváez       | Ineos Grenadiers       | 1     | -        | -     | 1     |
| 27.º    | Jan Tratnik            | Bahrain McLaren        | 1     | -        | -     | 1     |
| 27.º    | Yves Lampaert          | Deceuninck-Quick Step  | -     | 1        | -     | 1     |
| 27.º    | Ben O'Connor           | NTT                    | 1     | -        | -     | 1     |
| 27.º    | Marc Soler             | Movistar               | 1     | -        | -     | 1     |
| 27.º    | Jai Hindley            | Sunweb                 | 1     | -        | -     | 1     |
| 27.º    | Daniel Martin          | Israel Start-Up Nation | 1     | -        | -     | 1     |
| 27.º    | Josef Černý            | CCC                    | 1     | -        | -     | 1     |
| 27.º    | Ion Izagirre           | Astana                 | 1     | -        | -     | 1     |
| 27.º    | Hugh Carthy            | EF                     | 1     | -        | -     | 1     |
| 27.º    | Magnus Cort            | EF                     | 1     | -        | -     | 1     |

### Vitórias por equipa
- Notas: Em amarelo equipas UCI ProTeam.

Inclui vitórias em CRE.
| Posição | Equipa                 | Vitórias |
| ------- | ---------------------- | -------- |
| 1.º     | Jumbo-Visma            | 15       |
| 2.º     | Deceuninck-Quick Step  | 11       |
| 2.º     | Ineos Grenadiers       | 11       |
| 2.º     | UAE Emirates           | 11       |
| 5.º     | Bora-Hansgrohe         | 10       |
| 6.º     | Sunweb                 | 9        |
| 7.º     | Lotto Soudal           | 8        |
| 7.º     | EF                     | 8        |
| 9.º     | Trek-Segafredo         | 6        |
| 9.º     | Groupama-FDJ           | 6        |
| 11.º    | Mitchelton-Scott       | 5        |
| 11.º    | Alpecin-Fenix          | 5        |
| 13.º    | Astana                 | 4        |
| 14.º    | NTT                    | 3        |
| 15.º    | Bahrain McLaren        | 2        |
| 15.º    | Israel Start-Up Nation | 2        |
| 17.º    | AG2R La Mondiale       | 1        |
| 17.º    | Total Direct Énergie   | 1        |
| 17.º    | Arkéa Samsic           | 1        |
| 17.º    | Movistar               | 1        |
| 17.º    | CCC                    | 1        |

### Vitórias por países
- Incluem-se as vitórias em contrarrelógio por equipas.

| Posição | País           | Vitórias |
| ------- | -------------- | -------- |
| 1.º     | Bélgica        | 16       |
| 2.º     | Eslovênia      | 14       |
| 3.º     | Itália         | 12       |
| 4.º     | Austrália      | 11       |
| 5.º     | Reino Unido    | 10       |
| 6.º     | Dinamarca      | 9        |
| 6.º     | Alemanha       | 9        |
| 8.º     | França         | 8        |
| 9.º     | Países Baixos  | 6        |
| 10.º    | Irlanda        | 5        |
| 11.º    | Colômbia       | 4        |
| 12.º    | Equador        | 3        |
| 12.º    | Espanha        | 3        |
| 14.º    | Suíça          | 2        |
| 14.º    | Canadá         | 2        |
| 16.º    | Estados Unidos | 1        |
| 16.º    | Noruega        | 1        |
| 16.º    | Cazaquistão    | 1        |
| 16.º    | Polónia        | 1        |
| 16.º    | Portugal       | 1        |
| 16.º    | Eslováquia     | 1        |
| 16.º    | Chéquia        | 1        |